# Hospital del Rey (Melilla)
El Hospital del Rey es un edificio de la ciudad española de Melilla que alberga el Archivo Histórico de Melilla.Se encuentra en la Plaza de la Parada, de Melilla la Vieja en Melilla (España), y forma parte del Conjunto Histórico Artístico de la Ciudad de Melilla, un Bien de Interés Cultural.

## Historia
Fue construido entre 1758 y 1774, tras expropiar algunas casas en 1753, según proyecto de Thomas de Warluzel y Juan de Dios González. En 1849 la galería de madera de la planta alta del patio es sustituida por arcadas de mampostería idénticas a las bajas según proyecto del ingeniero Manuel de Vilademunt. A principios del siglo XX fue abandonado al trasladarse al población hacia Melila La Nueva, y después de unos intentos infructuosos de reparar las cubiertas, que provocaron su destejado y destrucción de las armadueras de madera, fue finalmente restaurado entre 1990 y 1997 por el arquitecto José Ignacio Linazasoro Rodríguez para acoger el Archivo Central de Melilla, siendo completamente alteradas sus fachadas, con la pérdida de rejas y alteración de los vanos de la planta alta, de arcos de medio punto a arquitrabados, así como la pérdida del mirador central y el remate.

## Descripción
El edificio está edificado en piedra, paredes, ladrillo macizo, arcos y bóvedas, y madera, vigas y planchas y tejas para el tejado. Cuenta con una planta baja y alta, ala que se accedía por un puente de arcos desde la Calle Alta.

### Exterior
Las fachadas estaban compuestas con dos niveles de ventanas de arcos, actualmente las ventanas superiores son arquitrabadas y están recubiertas de piedra y no se recuperó el mirador de madera sobre la puerta principal.

### Interior

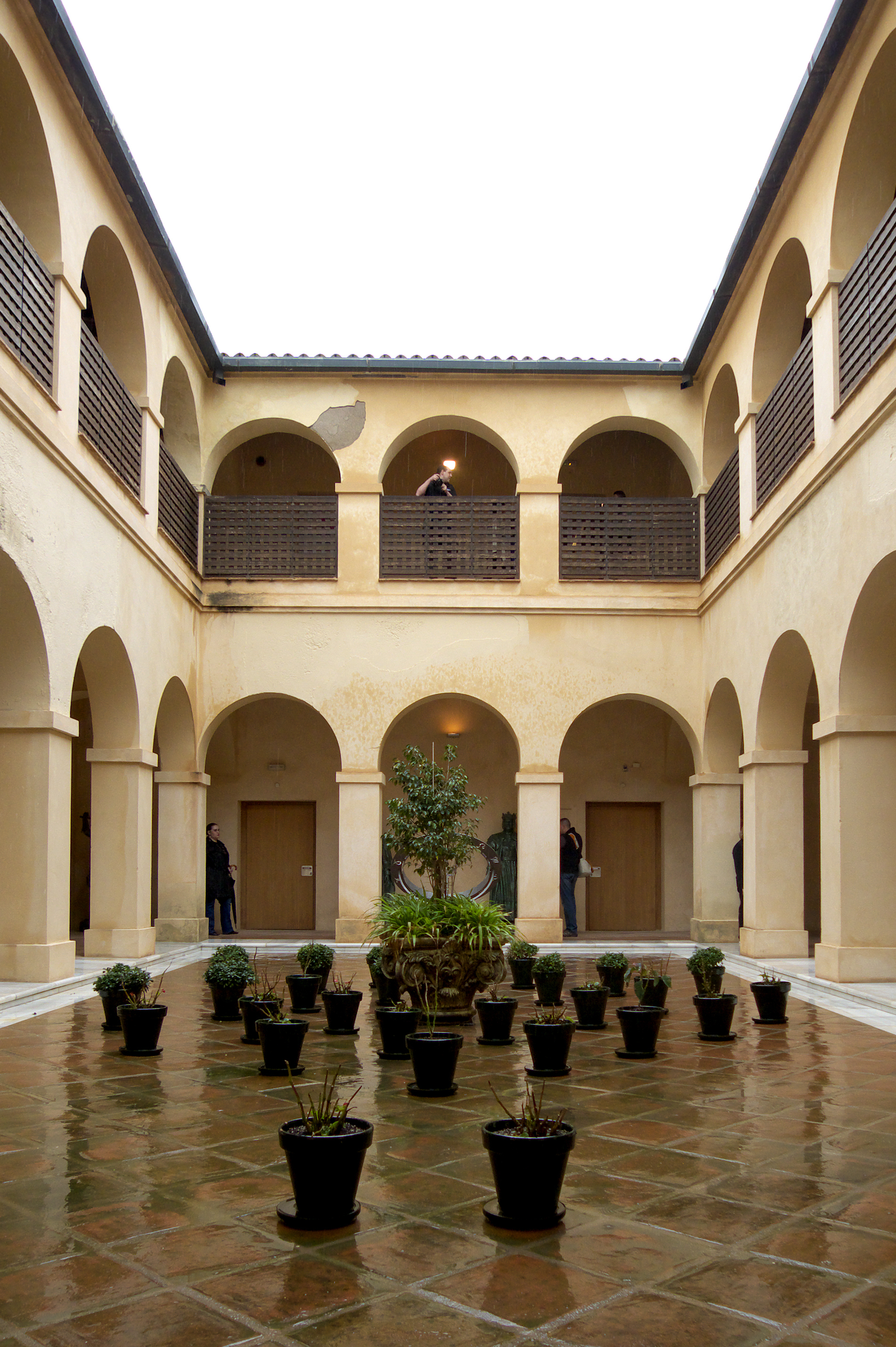
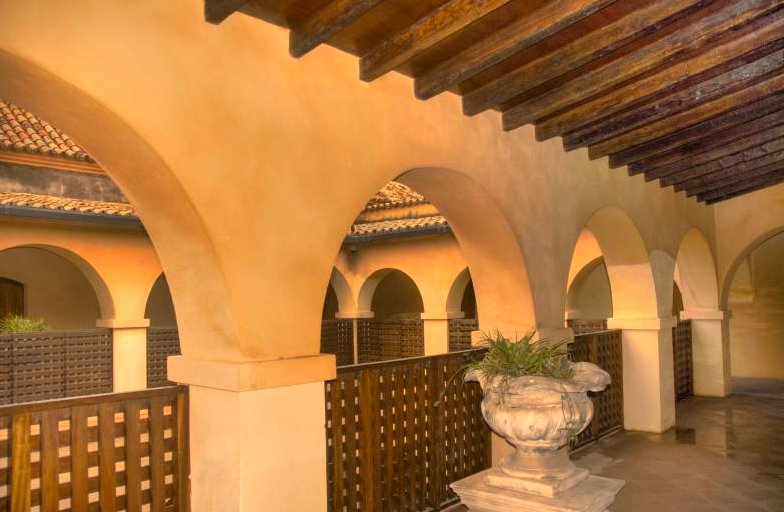
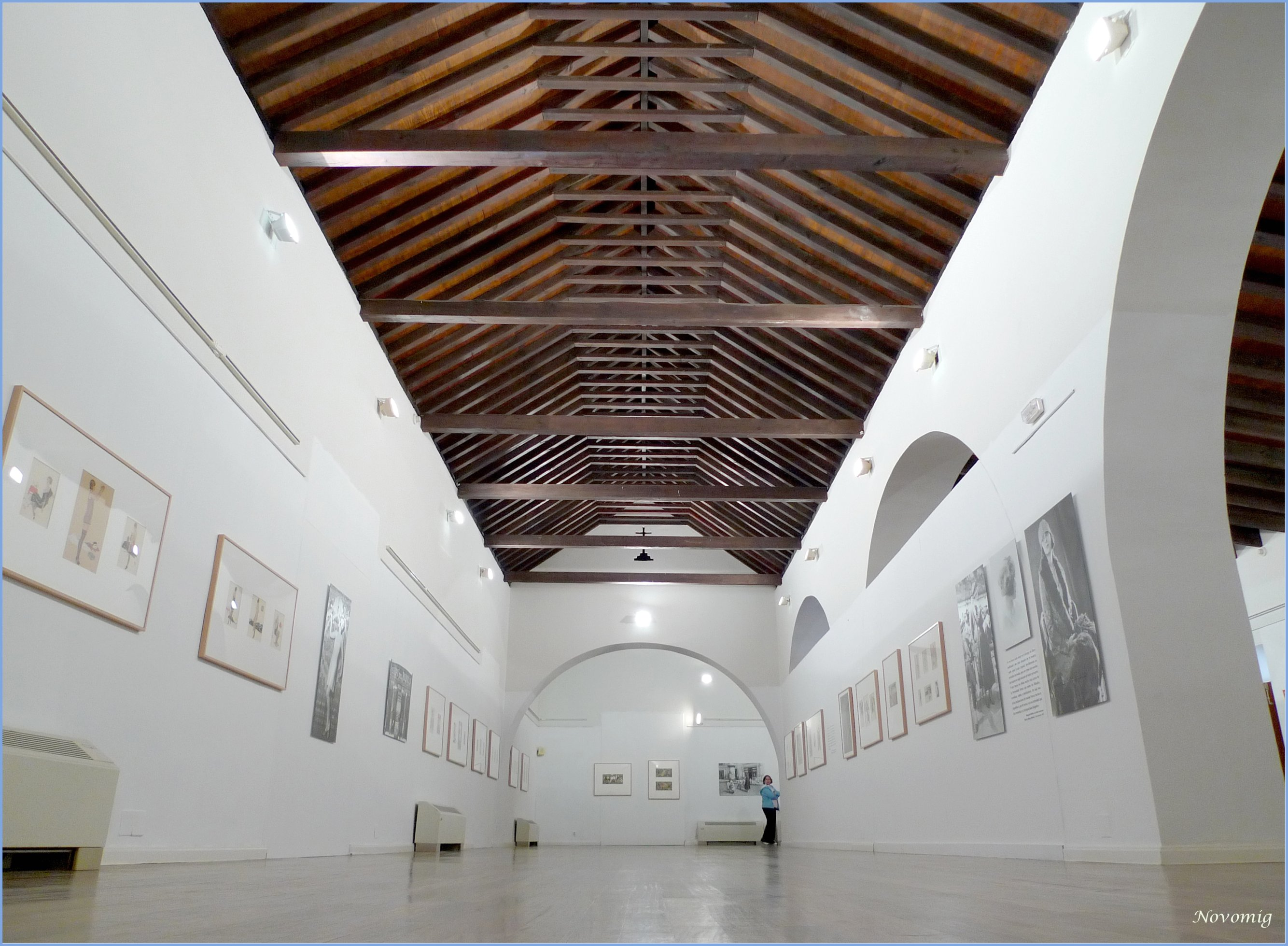
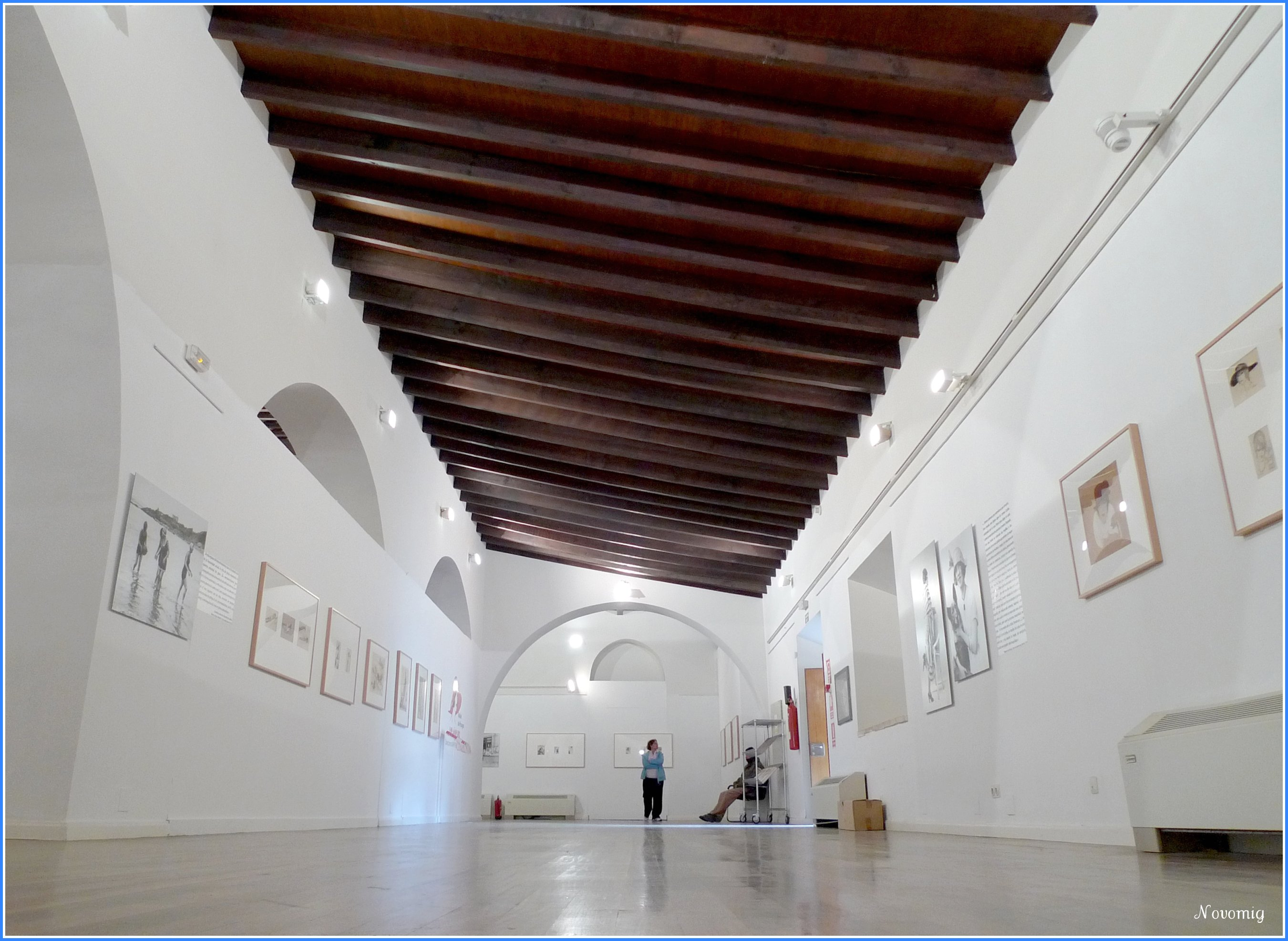

Cuenta con salas dispuestos alrededor de un patio central porticado de dos plantas, con arcos de medio punto en las galerías.
Debajo de él se encuentra la galería que lleva a la Puerta del Socorro.

#### Museo de Tipografía y Artes Gráficas-Imprenta de la Cooperativa Gráfica Melillense
En la actualidad se está preparando un museo con los fondos de la Imprenta de la Cooperativa Gráfica Melillense, una de las pocas conservadas casi íntegramente con la maquinaría, los útiles y los materiales del siglo XX.